# Lê Xuân Tú
Lê Xuân Tú (sinh ngày 06 tháng 9 năm 1999) là một cầu thủ bóng đá chuyên nghiệp người Việt Nam hiện đang thi đấu ở vị trí tiền đạo cho câu lạc bộ Hà Nội tại V.League 1.

## Sự nghiệp
Lê Xuân Tú trưởng thành từ Trung tâm đào tạo bóng đá trẻ PVF. Anh được biết tới lần đầu khi cùng đội tuyển U-18 Việt Nam tham dự giải vô địch U-18 Đông Nam Á 2017. Cũng trong năm đó, anh tốt nghiệp khóa đào tạo của PVF và chuyển sang thi đấu cho đội trẻ của câu lạc bộ Hà Nội.
Mùa giải 2018, Xuân Tú là một nhân tố quan trọng trong hành trình ngôi á quân giải Hạng Nhất đầy bất ngờ của Hà Nội B.
Xuân Tú là một cầu thủ đa năng, vị trí ưa thích của anh là tiền đạo cánh.

## Danh hiệu
Hà Nội B
- V. League 2:

 Á quân: 2018
Hồng Lĩnh Hà Tĩnh
- V. League 2:

 Vô địch: 2019
Hà Nội FC
- V. League 1:

 Vô địch: 2022
 Á quân: 2020, 2023
- Cúp Quốc gia:

 Vô địch: 2020, 2022
- Siêu cúp Quốc gia:

 Vô địch: 2022